# Новожилов, Виктор Феодосьевич
Виктор Феодосьевич Новожилов (род. 16 февраля 1965 в дер. Белово Сямженского района Вологодской области, РСФСР, СССР) — российский политический деятель. Председатель Архангельского областного собрания депутатов 6-го созыва. Член политической партии «Единая Россия», член Президиума регионального политического совета партии. Председатель Парламентской ассоциации Северо-Запада России (с 28 ноября 2016 года).
Из-за поддержки нарушения территориальной целостности Украины во время российско-украинской войны находится под персональными международными санкциями Евросоюза, США, Великобритании и ряда других стран.

## Биография
Вырос в крестьянской семье. Отец — Феодосий Васильевич, работал механизатором. Мать — Валентина Ивановна.

### Образование и предпринимательская деятельность
После окончания отделения механизации сельского хозяйства Вологодского молочного института и срочной службы в рядах Вооружённых сил (мотострелковые войска, Туркестанский военный округ) по распределению направлен на работу в колхоз «Аврора» Сямженского района Вологодской области. Начинал с должности заведующего мастерскими, через три года стал главным механиком.
В начале 1990-х годов вместе с семьёй переехал в г. Вельск Архангельской области. Там после 1993 года занялся предпринимательством. Основал компанию «Диал-Север», которую возглавлял в период с 1993 по 2013 годы. Сферы бизнеса: торговля, лесная отрасль, туризм, сельское хозяйство, гостиничный и издательский бизнес.

### Политическая деятельность
В 2004—2012 годах два созыва подряд избирался в Собрание депутатов Вельского района. В 2009 году назначен общественным представителем губернатора Архангельской области в Вельском районе.
В 2012 году окончил Российскую академию народного хозяйства и государственной службы при Президенте РФ.
В 2013 году избран депутатом Архангельского областного Собрания шестого созыва по списку партии «Единая Россия». На первой сессии собрания в сентябре 2013 года избран председателем Собрания. Сменил на посту Виталия Фортыгина.
Занимает также должности председателя Парламентской ассоциации Северо-Запада России, председателя Координационного Совета представительных органов муниципальных образований Архангельской области при Архангельском областном Собрании депутатов, председателя общественного экспертного Совета при Архангельском областном Собрании депутатов по вопросам устойчивого развития сельских территорий, является членом Президиума регионального политического совета партии «Единая Россия» и Комиссии Совета законодателей Российской Федерации при Федеральном Собрании Российской Федерации по делам Федерации, региональной политике и местному самоуправлению.
В 2018 году Виктор Новожилов стал членом Совета Федерации РФ — представителем Архангельского областного Собрания.

### Семья и увлечения
Женат, трое детей (дочери Анна, Юлия, сын Владислав).
Хобби: охота, плавание. С 2016 года президент Архангельской региональной общественной организации «Федерация плавания Архангельской области».

## Награды
- Медаль ордена «За заслуги перед Отечеством» II степени (27 апреля 2023 года) — за большой вклад в развитие парламентаризма, активную законотворческую деятельность и многолетнюю добросовестную работу[12]